# Люк Носек
Люк Носек ([ˈnoʊsɪk] ; народився 1975/1976) — польсько-американський підприємець, примітний будучи одним із засновників PayPal .

## Біографія
Лукаш Носек народився в Тарнові, Польща. Після еміграції до США він здобув ступінь бакалавра комп'ютерної інженерії в Університеті Іллінойсу в місті Урбана — Шампейн.
Влітку 1995 року, ще навчаючись у коледжі, він був співзасновником SponsorNet New Media, Inc., разом із колегами з штату Іллінойс Максом Левчином та Скоттом Баністером. Тоді Носек працював у Netscape . У 1998 році разом з Максом Левчиним, Пітером Тіелем, Ілоном Маск і Кеном Хауері Носек став співзасновником PayPal, виконуючи обов'язки віце-президента з маркетингу та стратегії, створивши продукт компанії з «миттєвим переказом».
У своїй першій розмові з Тілем він сказав Тілю, що щойно зареєструвався на крионічне призупинення, іншими словами, що він буде підданий низькотемпературному консервуванню в разі своєї законної смерті в надії, що його можуть успішно відродити майбутні медичні технології. Пізніше сам Тіль піде за прикладом Носека.
Після того, як PayPal вийшов на біржу і був проданий eBay за 1,5 мільярда доларів у 2002 році, Носек залишив компанію, щоб подорожувати і робити ангельські інвестиції . У 2005 році разом із Тілем та Кеном Хауері він заснував Фонд засновників - фірму венчурного капіталу, що базується в Сан-Франциско, з управлінням понад 1 млрд доларів.
У липні 2017 року Носек залишив Фонд засновників, щоб запустити Gigafund, інвестиційний фонд, орієнтований на дослідження космосу.
Носек був першим інституційним інвестором у SpaceX Ілона Маска і є членом правління компанії. Він також сидить у раді ResearchGate.